# Earl Hooker
Hooker Earl Zebedee dit Earl Hooker, est un chanteur, guitariste de blues américain, né à Clarksdale, Mississippi, le 15 janvier 1929, décédé à Chicago, le 21 avril 1970.

## Biographie
Earl Hooker est un cousin de John Lee Hooker, mort prématurément de tuberculose.